# Jacket Full of Danger
Jacket Full of Danger (с англ. — «Куртка (Пиджак), полная опасностей») — четвёртый студийный альбом американского антифолк-музыканта Адама Грина, изданный 24 апреля 2006 года лейблом Rough Trade Records.
Он возвращается к струнной мелодраме его второго альбома Friends of Mine, в основном отказываясь от темпового кантри-фолк звучания его предыдущего релиза Gemstones.
Лирически альбом исследует ту же скорбную местность, что и Gemstones, со знакомой одержимостью Грина наркотиками, сюрреализмом и неудачными отношениями.
Обложка альбома представляет собой иллюстрированную фотографию американского художника Галена Персона (Galen Pehrson) и была опубликована в журнале Artforum. На картинке Грин изображён со свитой иллюстрированных персонажей, каждый из которых обозначает или символизирует социального теоретика, философа или семиотика: Ролан Барт, Жак Деррида, Луи Альтюссер, и наиболее заметные Зигмунд Фрейд и Жак Лакан участвуют в «танце».
В Великобритании альбом предварялся синглом «Nat King Cole», который также был оформлен художником Персоном.

## Отзывы
| Совокупная оценка | Совокупная оценка |
| Источник          | Оценка            |
| ----------------- | ----------------- |
| Metacritic        | 68/100 link       |
| Оценки критиков   |                   |
| Источник          | Оценка            |
| Allmusic          | [ 1 ]             |
| Pitchfork Media   | (6.9/10)          |
| Robert Christgau  | [ 3 ]             |

Jacket Full of Danger получил положительные отзывы музыкальных критиков.
Джо-Энн Грин из Allmusic отметил, что «В его вокале можно услышать следы всех его вдохновителей (Хэнка Уильямса, Роя Орбисона и Чета Бейкера), а также нотки Элвиса Пресли. Однако в музыкальном плане Грин гораздо более эклектичен, чем можно предположить из этого списка, и диапазон его влияний весьма необычен. Мелодия из песни Лу Рида „Street Life“ звучит в „Nat King Cole“, рифф Чака Берри — в „Hollywood Bowl“, гул Velvet Underground „Venus in Furs“ подстегивает „C-Birds“, Гершвины вливаются в „Drugs“, а Motown взмывает ввысь в „Vultures“. И именно оркестровые струнные, стилизованные под Motown, проносятся через весь сет, чтобы вывернуть наизнанку многие аранжировки песен. В отличие от них, тексты песен отражают избитое, циничное мировоззрение Грина, а также его иногда терпкий взгляд на женщин и рот, который в какой-то момент становится настолько нецензурным, что заставляет Ленни Брюса (или Ol' Dirty Bastard, если уж на то пошло) покраснеть. В любом случае, песни мгновенно проникают в душу, как музыкально, так и лирически, и в целом Jacket — это чрезвычайно умный сет, но такой, который не привлекает внимания к тому, насколько он умен. Определенно не являясь типичным певцом/сонграйтером, Адам Грин — это нечто большее, и этот альбом имеет классическое, вневременное звучание, блестяще черпая из различных музыкальных традиций (в этом отношении он очень похож на Гершвинов) и извлекая из них уникальное, но невероятно знакомое звучание. Все прошлые альбомы Грина были приятными. Однако этот — шедевр».

## Список композиций
1. «Pay the Toll» — 2:15
2. «Hollywood Bowl» — 1:33
3. «Vultures» — 2:02
4. «Novotel» — 1:39
5. «Party Line» — 2:17
6. «Hey Dude» — 1:39
7. «Nat King Cole» — 2:32
8. «C Birds» — 2:04
9. «Animal Dreams» — 1:48
10. «Cast a Shadow» — 1:57
11. «Drugs» — 2:03
12. «Jolly Good» — 2:01
13. «Watching Old Movies» — 2:00
14. «White Women» — 2:59
15. «Hairy Women» — 1:33